# Bonifacio, Misamis Occidental

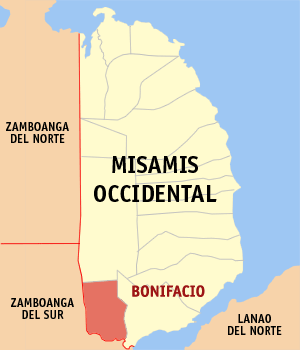
Bản đồ Misamis Occidental với vị trí của Bonifacio

Bonifacio là một đô thị hạng 4 ở tỉnh Misamis Occidental, Philippines. Theo điều tra dân số năm 2000 của Philipin, đô thị này có dân số 27.810 người trong 5.502 hộ.

## Các đơn vị hành chính
Bonifacio được chia ra 28 barangay.
| - Bag-ong Anonang - Bagumbang - Baybay - Bolinsong - Buenavista - Buracan - Calolot - Dimalco - Dullan - Kanaokanao - Liloan - Linconan - Lodiong - Lower Usugan | - Mapurog (Migsale) - Migpange - Montol - Pisa-an - Poblacion (Centro) - Remedios - Rufino Lumapas - Sibuyon - Tangab - Tiaman - Tusik - Upper Usogan - Demetrio Fernan - Digson |